# Beziehungen zwischen Georgien und der NATO
Die Beziehungen zwischen der NATO und Georgien begannen nach der Unabhängigkeit Georgiens von der Sowjetunion in den 1990er Jahren. Im Jahre 1994 trat das Land der Partnerschaft für den Frieden bei. Nach der Rosenrevolution 2003 orientierte sich Georgien unter Micheil Saakaschwili außenpolitisch stärker in Richtung Westen und auf dem NATO-Gipfel in Bukarest 2008 wurde dem Land ein Beitritt zur NATO in Aussicht gestellt. Bei einem nicht bindenden Referendum in Georgien im Jahr 2008 sprachen sich 77 % der Abstimmenden für einen NATO-Beitritt aus. Verkompliziert werden die Beziehungen zwischen der NATO und Georgien jedoch durch die Präsenz russischer Streitkräfte im georgischen Hoheitsgebiet infolge mehrerer Konflikte in jüngster Zeit, wie dem Kaukasuskrieg von 2008, bei dem es um die Gebiete Abchasien und Südossetien ging, wo Russland separatistische De-facto-Regime unterstützt. Der Beitrittsprozess Georgiens ist deshalb seit 2008 nicht wesentlich vorangekommen, auch wenn die NATO 2021 gegenüber Georgien (und der Ukraine) eine „Politik der offenen Tür“ ankündigte.
Die Beziehungen zwischen Georgien und der NATO finden im Rahmen des Substantial NATO-Georgia Package (SNGP) statt, einer Reihe von Maßnahmen auf strategischer, taktischer und operativer Ebene, die 2014 ins Leben gerufen wurden. Das Paket umfasst eine Lehrschule für den Aufbau von Verteidigungsinstitutionen, ein gemeinsames Ausbildungs- und Evaluierungszentrum und eine Logistikeinrichtung der NATO und Georgiens, die Erleichterung multinationaler und regionaler militärischer Übungen und weitere Maßnahmen.

## Geschichte

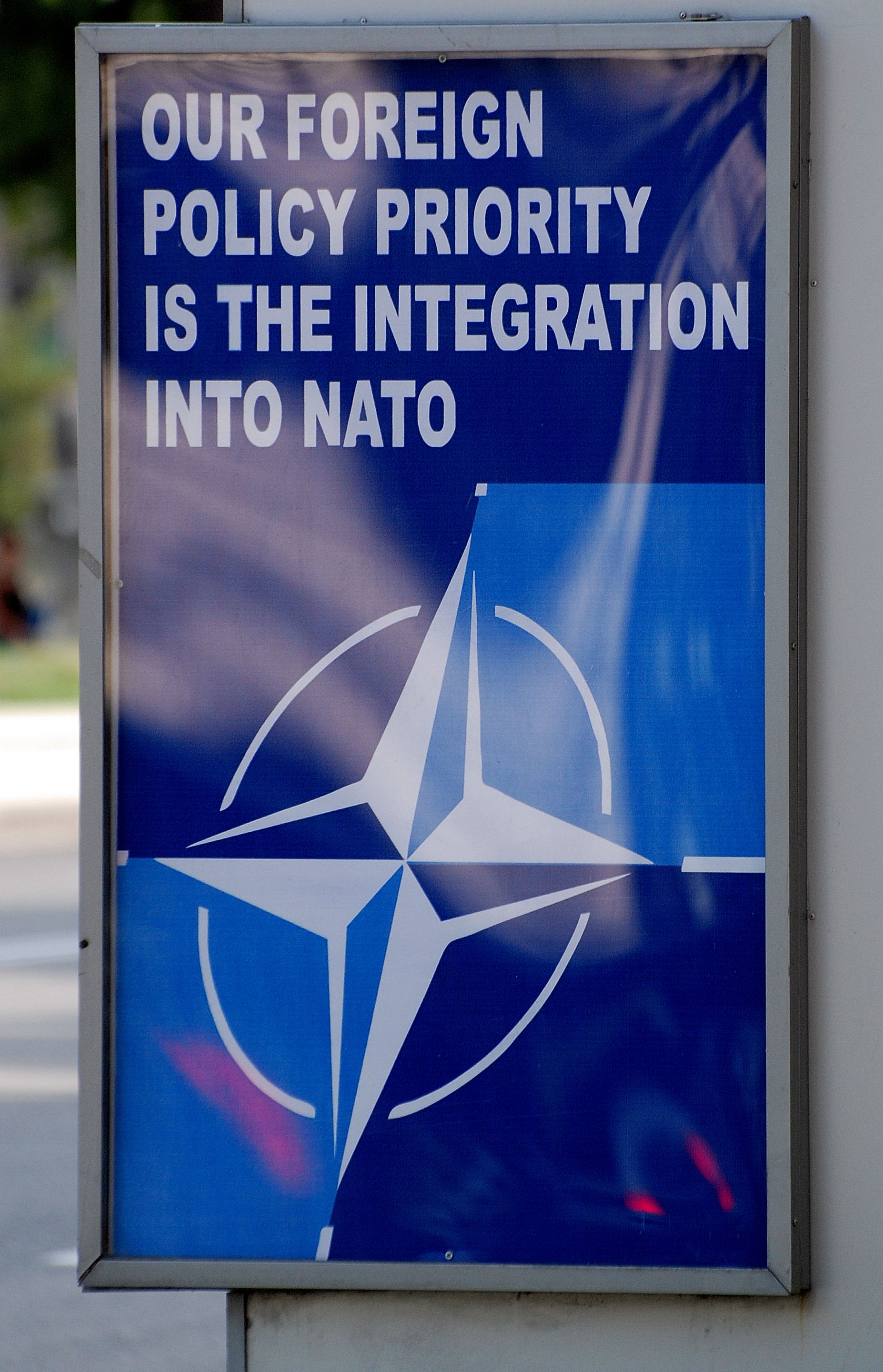
Plakat in Tiflis (2009)

Nach dem Zusammenbruch der Sowjetunion wurde Georgien unter der Führung von Swiad Gamsachurdia ein unabhängiger Staat. Georgien wurde jedoch unmittelbar durch die russische Unterstützung für die Osseten in Georgien destabilisiert. In Abchasien und Südossetien stellte es der ansässigen Bevölkerung russische Pässe aus, was einer de facto einer Annexion gleichkam. Wie andere Länder auch trat Georgien 1992 dem von der NATO geführten Nordatlantischen Kooperationsrat und 1994 der Partnerschaft für den Frieden bei. Georgien war 1994 auch Gründungsmitglied der Organisation des Vertrags über kollektive Sicherheit, einem alternativen Militärbündnis unter russischer Führung, zog sich aber 1999 aufgrund der Spannungen mit Russland aus diesem zurück. Die ersten gemeinsamen Militärübungen mit der NATO fanden 2001 in Poti statt, weitere folgten im Jahr 2002. Im selben Jahr bat Präsident Eduard Schewardnadse auf dem NATO-Gipfel in Prag zum ersten Mal offiziell um eine Einladung zum NATO-Beitritt, wobei er die vollständige NATO-Mitgliedschaft Georgiens als "historische Mission" seines Landes bezeichnete.
Mit der Rosenrevolution 2003 wurde der georgische Präsident Schewardnadse durch Micheil Saakaschwili ersetzt, der sich für engere Beziehungen zum Westen, einschließlich der NATO, einsetzte. So entsendete dieser auch georgische Truppen in den Irakkrieg und nach Afghanistan. Unter George W. Bush begannen die USA sich für einen NATO-Beitritt Georgiens auszusprechen. 2004 wurde Georgien mit der NATO durch einen Individual Partnership Action Plan (IPAP) verbunden. Im September 2006 trat die NATO mit Georgien in den Zustand eines „Intensivierten Dialogs“. Bei dem NATO-Gipfel in Bukarest 2008 waren die USA und Polen dafür, dass Georgien einen Membership Action Plan (MAP) erhält, was eine direkte Perspektive für eine Vollmitgliedschaft geboten hätte. Die NATO beschloss jedoch, Georgien keinen MAP anzubieten, da mehrere Länder, allen voran Frankreich und Deutschland, dagegen waren und befürchteten, dass diese Entscheidung Russland verärgern würde. In der Gipfelerklärung von Bukarest wurde als Kompromiss schließlich verkündet, dass „die NATO die euro-atlantischen Bestrebungen der Ukraine und Georgiens begrüßt. Wir kamen heute überein, dass diese Länder NATO-Mitglieder werden“, wobei dafür kein konkreter Zeitpunkt genannt wurde und die Beitritte erst nach entsprechenden Reformen in den Ländern erfolgen sollten. Als Zeichen der intensivierten Zusammenarbeit wurde eine NATO-Georgien-Kommission im September 2008 ins Leben gerufen.
Die Gipfelerklärung vom April 2008 in Bukarest sorgte für großen Ärger in Russland, obwohl diese als Kompromiss angedacht war, die Russland nicht verärgern sollte. So erklärte der russische Militärgeneral Juri Balujewski, dass im Falle eines NATO-Beitritts Georgiens Russland militärische und weitere Maßnahmen ergreifen würde und Präsident Wladimir Putin verkündete, die prorussischen Separatisten in Südossetien und Abchasien unterstützen zu wollen. Das georgische Außenministerium gab eine Erklärung ab, in der es hieß, dies sei „eine Demonstration offener Aggression gegen Georgien“ und forderte die internationale Gemeinschaft auf, auf diese „ernste Bedrohung“ angemessen zu reagieren. Der Streit eskalierte schließlich im August 2008, als russische Truppen in Georgien einmarschierten und eine Offensive der georgischen Streitkräfte gegen die mit Moskau verbündeten Separatisten zurückschlugen. Russland erkannte Südossetien und Abchasien diplomatisch an und ließ Truppen auf georgischem Staatsgebiet stationieren. Auf ihrem Gipfeltreffen 2009 verurteilten die NATO-Staaten das Vorgehen Russlands und sprachen ihre „Unterstützung der territorialen Integrität und Souveränität Georgiens innerhalb seiner international anerkannten Grenzen“ aus. Am 21. November 2011 erklärte der russische Präsident Dmitri Medwedew in einer Rede vor Soldaten in Wladikawkas nahe der georgischen Grenze, dass die Invasion von 2008 eine weitere NATO-Ausdehnung in den postsowjetischen Raum verhindert habe.
Im Jahre 2010 eröffnete die NATO ein Vertretungsbüro in Tiflis. Im Jahr 2014, vor dem 65. Jahrestag ihrer Gründung, kündigte die NATO unter Anders Fogh Rasmussen an, dass sie in der näheren Zukunft keine neuen Staaten in der Organisation aufnehmen werden. Stattdessen wurde im selben Jahr das Substantial NATO-Georgia Package verabschiedet, welches die militärischen Beziehungen zwischen beiden Seiten stärkte und 2020 erneuert wurde. Das aktualisierte Paket umfasst weiterhin mehrere Bereiche (Luft, Land, See, Cyberspace) und beinhaltet Unterstützungsmaßnahmen auf taktischer, operativer und strategischer Ebene, einschließlich der Durchführung regelmäßiger gemeinsamer Militärübungen. Die Beitrittperspektive Georgiens wurde 2021 von der NATO erneut bekräftigt. Nach dem russischen Überfall auf die Ukraine 2022 trat für die NATO die georgische Frage jedoch gegenüber der Ukraine in den Hintergrund. 2023 sorgte der georgische Ministerpräsident Irakli Gharibaschwili für Aufsehen, als er verkündete: „Einer der Gründe für (den Ukrainekrieg) war die NATO; die Erweiterung der NATO. Was wir sehen, sind die Konsequenzen.“ Georgien wagte unter ihm eine vorsichtige Wiederannäherung an Russland und ein umstrittenes NGO-Gesetz gegen „ausländische Agenten“ sorgte für Proteste im Land und kühlte die Beziehungen mit den westlichen Staaten ab. Beim NATO-Gipfel in Vilnius 2023 wurde zwar das Versprechen wiederholt, Georgien aufzunehmen, gleichzeitig wurde es aber auch ermahnt „an den Reformen zu arbeiten“.

## Militärische Zusammenarbeit
Die NATO hat Georgien bei der Stärkung und der Modernisierung seiner Streitkräfte unterstützt. Neben einer Zusammenarbeit bei Ausrüstung und Ausbildung arbeiten beide Seiten auch im Bereich Drohnen, bei der Cyberabwehr und beim Katastrophen- und Zivilschutz zusammen. Georgien hat die NATO bei mehreren Einsätzen unterstützt. Dazu gehören:
- Kosovo Force (1999–2008)
- International Security Assistance Force in Afghanistan (2001–2014)
- Operation Active Endeavour (2010–2016)
- Resolute Support in Afghanistan (2015–2021)
- NATO Response Force (2015–)